# 7790 Міселлі
7790 Міселлі (7790 Miselli) — астероїд головного поясу, відкритий 28 лютого 1995 року.
Тіссеранів параметр щодо Юпітера — 3,194.